# Sam Raimi
Samuel Marshall "Sam" Raimi, född 23 oktober 1959 i Royal Oak, Michigan, är en amerikansk filmregissör, producent, manusförfattare och skådespelare.
Raimi växte upp tillsammans med Bruce Campbell, Scott Spiegel, Josh Becker, John Cameron och Mike Ditz som han spelade in många kortfilmer tillsammans med. 1982 släpptes The Evil Dead, den första långfilm Raimi regisserat. The Evil Dead, som är en lågbudgetskräckfilm (budgeten var på blygsamma 150 000 dollar), blev en stor succé och har blivit en del av Evil Dead-trilogin med två uppföljare (Evil Dead 2 och Army of Darkness), även de regisserade av Sam Raimi.
Sedan dess har Raimi både regisserat och producerat ett stort antal filmer och tv-serier. Exempel på tv-serier som han har producerat, oftast tillsammans med Rob Tapert, är M.A.N.T.I.S., Hercules, Xena - Krigarprinsessan, Jack of all Trades och Spartacus: Blood and Sand. Största filmsuccén hittills är dock de tre Spiderman-filmerna.
Sam Raimi har två bröder, skådespelaren Ted Raimi och manusförfattaren Ivan Raimi.

## Filmografi (i urval)
- 1982 – The Evil Dead (regi, manus, produktion)
- 1985 – Crimewave (regi)
- 1985 – Evil Dead II - Dead by dawn (regi)
- 1988 – Intruder (skådespelare)
- 1988 – Maniac Cop (skådespelare)
- 1989 – Easy Wheels (manus)
- 1990 – Darkman (regi och manus)
- 1992 – Army of Darkness (regi och manus)
- 1994 – Strebern (manus och statistroll)
- 1994 – Darkman 2 (produktion)
- 1994 - Pestens tid (biroll i TV-serie)
- 1994 – Timecop (produktion)
- 1995 – Snabbare än döden (regi)
- 1996 – Darkman 3 (produktion)
- 1998 – En enkel plan (regi)
- 2002 – Spider-Man (regi)
- 2004 – The Grudge (produktion)
- 2004 – Spider-Man 2 (regi)
- 2005 – Boogeyman (produktion)
- 2006 – The Grudge 2 - Förbannelsen fortsätter (produktion)
- 2007 – Spider-Man 3 (regi)
- 2008 - Wizard's First Rule (TV-serie, regi och produktion)
- 2009 – Drag Me to Hell (regi och manus)
- 2013 – Oz: The Great and Powerful (regi)
- 2016 – Djungelboken (röstroll)
- 2022 – Umma (produktion)
- 2022 – Doctor Strange in the Multiverse of Madness (regi)
- 2026 – Send Help (regi och produktion)